# Lijst van bekende Armeniërs
Dit is een lijst van bekende Armeniërs.

## Wetenschap en techniek
- Hovhannes Adamjan, ingenieur, uitvinder kleurentelevisie
- James Bagian, astronaut
- Raymond Damadian, uitvinder MRI
- Viktor Hambartsoemian, sterrenkundige
- Jack Kevorkian, medicus, voorvechter euthanasie (VS)
- Artjom Mikojan, ontwerper MIG-straaljager
- Armen Tachtadzjan, botanicus
- Artoer Tsjilingarov, poolonderzoeker
- George Zorab, Nederlands-Armeense parapsycholoog

## Kunst en cultuur
- Armeni, modeontwerper
- Ivan Ajvazovski, schilder
- André (zanger), zanger
- Aleksandr Aroetjoenjan, componist
- Marc Aryan ,zanger muzikant, componist (Frankrijk-België)
- Aram Asaterian, zanger
- Charles Aznavour, Frans zanger
- Levon Boyadjian, fotograaf
- Jean Carzou, schilder
- Edgar Chahine, schilder
- Sergej Chatsjatrjan, violist
- Aram Chatsjatoerjan, klassiek componist
- Cher, Amerikaanse zangeres en actrice
- Serob Darbinian, schilder
- Atom Egoyan, filmer in Canada
- Arshile Gorky, schilder, geëmigreerd naar de VS
- Tigran Hamasyan, pianist
- Hayko, zanger
- Alan Hovhaness, Armeens-Amerikaans componist
- Inga & Anush, zangduo
- Kim Kardashian, styliste, actrice, model en televisiebekendheid
- Kourtney Kardashian, socialite, model en realitytelevisiepersoonlijkheid
- Khloé Kardashian, Amerikaanse tv-persoonlijkheid, radiopresentator, ondernemer, model
- Yousuf Karsh, fotograaf
- Marie Laforêt, actrice, zangeres (Frankrijk)
- Rouben Mamoulian, filmregisseur (VS)
- Shavo Odadjian, bassist van de band System of a Down
- Harout Pamboukjian, zanger
- Toros Roslin, middeleeuws schilder
- Barbara Sarafian, actrice (België)
- Sarkis, beeldhouwer
- Cherilyn Sarkisian LaPiere, actrice Cher
- William Saroyan, Amerikaans schrijver
- Martiros Sarian, schilder
- Andy Serkis - acteur (VK)
- Sirusho, popzangeres
- Vardges Sureniants, schilder
- System of a Down, rockband van vier Armeniërs (VS)
- Serj Tankian, zanger
- Seta Tanyel, pianiste
- Henri Troyat, schrijver
- Matheos van Tsar, drukker
- Komitas Vardapet, klassiek componist, priester
- Sylvie Vartan, actrice, zangeres (Frankrijk)
- Francis Veber, filmregisseur en scenariste (Frankrijk)
- Henri Verneuil, filmregisseur (Frankrijk)

## Journalistiek
- Hrant Dink, journalist (Turkije)
- David Ignatius, journalist en schrijver (VS)

## Politiek
- Édouard Balladur, politicus (Frankrijk)
- Basileios I, Byzantijns keizer
- Patrick Devedjian, politicus (Frankrijk)
- Herakleios - Byzantijns keizer
- Sergej Lavrov- minister van buitenlandse zaken (Rusland)
- Andranik Margarian, minister-president van Armenië
- Anastas Mikojan, Russisch staatsman onder Stalin en later
- Andranik Ozanian, generaal, nationale held van Armenië
- Theodoros Rshtoeni, edelman
- Bako Sahakian, president van Nagorno-Karabach
- Levon Ter-Petrosian, president van Armenië
- Soghomon Tehlirian, moordenaar van Talaat Pasja
- Tigran Sargsian, premier van Armenië
- Tigranes II, koning van Armenië

## Religie
- Gregorius de Verlichter, heilige
- George Gurdjieff, mysticus, componist enzovoorts
- Armenag Haigazian, theoloog
- Mesrop Masjtots, monnik, uitvinder Armeense alfabet
- Nerses I, patriarch
- Sahak, patriarch
- Servaas van Maastricht, heilige

## Sport
- Arthur Abraham - bokser
- Andre Agassi - tennisser
- Artoer Aleksanjan - worstelaar
- Levon Aronian - schaker
- Youri Djorkaeff – voetballer (Frankrijk)
- Arsen Dzjoelfalakjan - worstelaar
- Arsen Galstjan - judoka
- Garri Kasparov - schaker (Rusland)
- Edgar Manucharian - voetballer
- Henrich Mchitarjan - voetballer
- Joera Movsisjan - voetballer
- David Nalbandian- tennisser (Argentinië)
- Aras Özbiliz - voetballer
- Tigran Petrosjan - schaker
- Marcos Pizzelli - voetballer

## Zakenwereld
- Dan Bilzerian - zakenman, pokeraar
- Calouste Gulbenkian - zakenman
- Kirk Kerkorian – zakenman, miljardair (VS)